# Öd (Schwarzach bei Nabburg)
Öd ist ein Ortsteil der Gemeinde Schwarzach bei Nabburg im Oberpfälzer Landkreis Schwandorf (Bayern).

## Geographische Lage
Öd liegt 1,5 Kilometer südöstlich von der Ortschaft Schwarzach, vom Fluss Schwarzach und von der Staatsstraße 2159. 770 Meter südwestlich von Öd fließt der Auerbach von Südosten nach Nordwesten der Schwarzach zu. Öd liegt auf dem Westhang des 516 Meter hohen Herzogberges. 600 Meter südöstlich von Öd erhebt sich der 465 Meter hohe Kolben.

## Geschichte
Anfang des 19. Jahrhunderts wurde der Ort Öd als selbständige Gebietseinheit aufgeführt mit 4 Anwesen. Die Inhaber hießen Kreitner, Scharf, A. Prechtl, P. Prechtl.
Entsprechend einer Verordnung von 1808 wurde das Landgericht Neunburg vorm Wald in 55 Steuerdistrikte unterteilt. Dabei kam Öd mit 5 Anwesen zum Steuerdistrikt Mitterauerbach. Der Steuerdistrikt Mitterauerbach bestand aus den Ortschaften Mitterauerbach, Oberauerbach, Öd und Unterauerbach.
1820 wurden Ruralgemeinden gebildet. Dabei entstand die Ruralgemeinde Unterauerbach, die aus der Ortschaft Unterauerbach mit 27 Familien und der Ortschaft Öd mit 5 Familien bestand.
Ab 1830 bildete Unterauerbach zusammen mit den Ortschaften Mitterauerbach, Oberauerbach, Öd und Ödgarten eine selbständige Gemeinde.
1974 wurde die Gemeinde Unterauerbach aufgelöst. Mitter- und Oberauerbach wurden in die Gemeinde Neunburg vorm Wald eingegliedert, Unterauerbach, Öd und Ödgarten kamen zu Schwarzach bei Nabburg.
Im 19. und 20. Jahrhundert gehörte Öd zur Pfarrei Unterauerbach. 1997 hatte Öd 20 Katholiken. 2013 wurde die Pfarreiengemeinschaft Kemnath/Fuhrn – Schwarzach/Altfalter – Unterauerbach im Dekanat Nabburg gegründet, zu der Öd nun gehört.

## Einwohnerentwicklung ab 1820
| Jahr | Einwohner  | Gebäude |
| ---- | ---------- | ------- |
| 1820 | 5 Familien | k. A.   |
| 1838 | 39         | 5       |
| 1864 | 40         | 15      |
| 1871 | 39         | 20      |
| 1885 | 27         | 5       |
| 1900 | 26         | 4       |
| 1913 | 27         | 5       |

| Jahr | Einwohner | Gebäude |
| ---- | --------- | ------- |
| 1925 | 24        | 4       |
| 1950 | 29        | 4       |
| 1961 | 22        | 4       |
| 1970 | 17        | k. A.   |
| 1987 | 17        | 5       |
| 2011 | 15        | k. A.   |